# Henna Raita
Henna Raita (née le 24 janvier 1975 à Lahti) est une skieuse alpine finlandaise.

## Coupe du Monde
- Meilleur classement final: 42e en 2001.
- Meilleur résultat: 6e.